# 1907

## Події
- 17 липня — Підписана Російсько-японська угода у Петербурзі.
- У Боснії створено сербами політичну партію - Сербська Народна Організація. Її основними вимогами була повна автономія Боснії і Герцеговини й демократичні перетворення в краю.
- Мусульманська Народна Організація- політична партія мусульман в Боснії. Вона спрямовувала свої зусилля на здобуття церковно-освітньої автономії для мусульманського населення. З виникненнями цих двох партій відновилася співпраця між сербами і мусульманами на ґрунті протидії можливій австро-угорській анексії Боснії та Герцеговини.
- Хорватське Народне Об`єднання (1907-1908) - політична організація, яка відстоювала хорватські національні інтереси, залишаючись лояльним до уряду австро-угорської влади.

### Аварії й катастрофи
- 12 лютого — Американський пасажирський пароплав Ларчмонт (Larchmont) затонув біля острова Лонг-Айленд. Загинуло 183 чоловік.
- 21 лютого — Англійський пасажирський пароплав Берлін (Berlin) розламався навпіл і затонув після удару об пірс у гавані Хук-ван-Холланд. Загинуло 142 чоловік.
- 24 лютого — Австро-угорський пароплав Імператрікс (lmperatrix) розбився на скелях біля (Cape of Crete). Загинуло 137 чоловік.
- 12 березня — Французький броненосець Єна (Jena) вибухнув у сухому доку Тулону. Убито 120 чоловік.
- 10 липня — в кратері вулкану Аск'я, Ісландія затонули німецький геолог Вальтер фон Кнебель та його друг і художник Макс Рудлофф. Їх тіла ніколи не були віднайдені.
- 26 листопада — Турецький пароплав Каптан (Kaptan) затонув у Північному морі під час шторму. Загинуло 110 чоловік.

## Народились
Дивись також Категорія:Народились 1907
- 12 січня — Корольов Сергій Павлович, український вчений і конструктор (пом. 1966)
- 17 січня — Григорій Китастий, видатний діяч української музичної культури
- 23 січня — Юкава Хідекі, японський фізик
- 28 січня — Ремесло Василь Миколайович, український селекціонер
- 13 березня — Людвіг Бірман, німецький астроном
- 14 квітня — Франсуа Дювальє, президент-диктатор Гаїті (1957-71 рр.)
- 29 квітня — Фред Циннеманн, американський кінорежисер австрійського походження
- 12 травня — Кетрін Гепберн, американська акторка
- 13 травня — Дафна дю Морьє, англійська письменниця
- 22 травня — Лоуренс Олів'є, англійський актор
- 26 травня — Джон Вейн, американський кіноактор
- 30 червня — Роман Шухевич, голова Організації Українських Націоналістів, головнокомандувач УПА
- 1 липня — Варлам Шаламов, російський письменник
- 7 липня — Роберт Гайнлайн, американський письменник-фантаст
- 30 липня — Роман Руденко, генеральний прокурор СРСР (з 1953 р.)
- 30 серпня — Джон Моклі, американський інженер
- 11 вересня — Олександр Богородський, український радянський астроном
- 18 вересня — Едвін Маттісон Макміллан, американський фізик
- 15 жовтня — Оскар Німеєр, бразильський архітектор, забудовник столиці країни Бразиліа
- 16 жовтня — Григоренко Петро Григорович, український генерал-майор, правозахисник, дисидент
- 14 листопада — Астрід Ліндґрен, шведська письменниця
- 28 листопада — Альберто Моравіа, італійський письменник
- 15 грудня — Оскар Німеєр, бразильський архітектор

## Померли
Дивись також Категорія:Померли 1907
- 2 лютого — Менделєєв Дмитро Іванович, російський хімік
- 10 серпня  —Марко Вовчок, українська письменниця, поетеса
- 15 вересня — Іван Карпенко-Карий, український письменник, драматург
- 16 грудня — Асаї Тю, японський художник.
- 23 грудня — П'єр Жюль Сезар Жансен, французький астроном, який першим знайшов новий хімічний елемент гелій на Сонці

## Нобелівська премія
- з фізики: Альберт Абрахам Майкельсон, «За створення точних оптичних інструментів і спектроскопічних і метрологічних досліджень, виконаних з їхньою допомогою».
- з хімії: Едуард Бюхнер, «За проведену науково-дослідну роботу з біологічної хімії і відкриття позаклітинної ферментації»
- з медицини та фізіології: Шарль Луї Альфонс Лаверан, «За дослідження ролі найпростіших у виникненні захворювань»
- з літератури: Редьярд Кіплінг, «За спостережливість, яскраву фантазію, зрілість ідей та видатний талант оповідача»
- премія миру: Луї Рено як професор міжнародного права у Сорбонні, та Ернесто Теодоро Монета як президент Ломбардської ліги миру